# عمر سوليت
عمر سوليت (بالفرنسية: Oumar Solet)‏ (مواليد 7 فبراير 2000) هو لاعب كرة قدم فرنسي يلعب كمدافع في في نادي ريد بول سالزبورغ.

## روابط خارجية
- عمر سوليت على موقع الاتحاد الأوربي (الإنجليزية)
- عمر سوليت على موقع قاعدة بيانات كرة القدم.إي يو (الإنجليزية)
- عمر سوليت على موقع Soccerway.com (الإنجليزية)
- عمر سوليت على موقع عالم كرة القدم.نت (الإنجليزية)
- عمر سوليت على موقع GSA (الإنجليزية)